# Richard Dannatt
Pour les articles homonymes, voir Dannatt.
Francis Richard Dannatt, baron Dannatt, né le 23 décembre 1950 , est un officier général britannique de l'Armée de terre et un membre de la Chambre des lords.
Il est Chief of the General Staff entre 2006 et 2009.

## Biographie
Dannatt est nommé dans les Green Howards (en) en 1971 et son premier service a lieu à Belfast en tant que commandant de peloton. Au cours de son deuxième service, toujours en Irlande du Nord, Dannatt reçoit la Croix militaire.
À la suite d'un accident vasculaire cérébral majeur en 1977, Dannatt envisage de quitter l'armée, mais est encouragé à rester par son commandant. Après le Staff College (en), il devient commandant de compagnie et finit par prendre le commandement des Green Howards en 1989. Il suit puis commande le Higher Command and Staff Course (en), après lequel il est promu général de brigade. Dannatt reçoit le commandement de la 4e brigade blindée en 1994 et commande la composante britannique de la force de mise en œuvre (IFOR) l'année suivante.